# Mikhaïl Barclay de Tolly
Mikhaïl Barclay de Tolly (alemany: Michael Andreas Barclay de Tolly)  (Pomautsch, 16 de desembre de 1761 (Julià) - 14 de maig de 1818 (Julià)), conegut a Rússia amb el nom de Mikhaïl Bogdànovitx Barklai de Toli, rus: Михаи́л Богда́нович Баркла́й-де-То́лли, fou un militar rus, que va aconseguir el grau de mariscal de camp. Igualment, fou ministre de la Guerra del país.

## Carrera militar
Fill d'un pastor religiós de Livònia, als 14 anys va començar la seva carrera militar a l'Exèrcit Imperial Rus, on va obtenir ràpids ascensos. La seva reputació militar data del 1807. Barclay de Tolly va començar a cimentar la seva reputació amb una atrevida empresa, ja que en 1809, va penetrar a Suècia travessant sobre el gel el golf de Botnia a través de l'estret de Kvarken, cosa que li va permetre sorprendre l'enemic i assetjar Umeå a Suècia. Per aquesta gesta, immortalitzada pel poeta rus Baratinski, se'l va ascendir a general d'infanteria i rebé el nomenament de Governador General de Finlàndia. Un any més tard, es va convertir en Ministre de la Guerra, càrrec que conservaria fins al fins a 1813. va comandar el 1812 el Primer Exèrcit d'Occident,
El 1812 dirigí la campanya contra Napoleó Bonaparte. Se li atribueix la creació de la tàctica de la política de terra cremada, consistent en atraure els francesos de cor de Rússia per fer-lo morir de fred, fam i malalties, durant la invasió francesa de Rússia.
Al principi de la campanya era el general en cap, no va gosar enfrontar-se amb Napoleó i va retrocedir per evitar la batalla. Per això va ser reemplaçat pel general Kutúzov, i es veié obligat així a servir a les ordres d'aquells a qui abans havia manat. Això no va reduir la qualitat dels seus serveis durant la campanya, demostrada especialment en la batalla de Borodinó.
Després de la derrota de les tropes franceses en la campanya de Rússia, Mikhaïl Barclay de Tolly va tenir un destacat paper en una campanya propagandística dirigida cap als soldats estrangers al servei de Napoleó, l'objectiu de la qual era essencialment aconseguir el canvi definitiu de camp de Prússia i del Sacre Imperi, fins aquell moment aliats nominals de l'emperador francès Napoleó I.
Reemplaçat un cop més al capdavant de les tropes russes a 1813, després de la batalla de Bautzen, en la qual comandava el 3r Exèrcit rus, va derrotar Vandamme a la batalla de Kulm (avui Chlumec, a Bohèmia). Va denunciar el 27 de juliol el cessament de l'armistici.
Va contribuir notablement a la victòria en la batalla de Leipzig, de manera que l'emperador Alexandre I de Rússia li va atorgar el títol de comte.
Va penetrar al França, on les seves tropes van lliurar aferrissats combats; es trobava al capdavant de la Guàrdia Imperial de Rússia, i rebé la capitulació de París el 30 de març de 1814.
Com a recompensa pels seus serveis, fou nomenat mariscal de camp. Es va dirigir cap a Varsòvia al juliol, i tornà de nou al Rin després del 20 de març de 1815. Durant la segona invasió, va establir el seu quarter general a Châlons-sur-Marne, i a més rebé el títol de príncep.
Va morir el 26 de maig de 1818 a Txerniakhovsk (Insterburg en alemany), a la Prússia Oriental, quan es dirigia a prendre les aigües a Karlovy Vary (Carlsbad en alemany), a Bohèmia.

## Honors i condecoracions

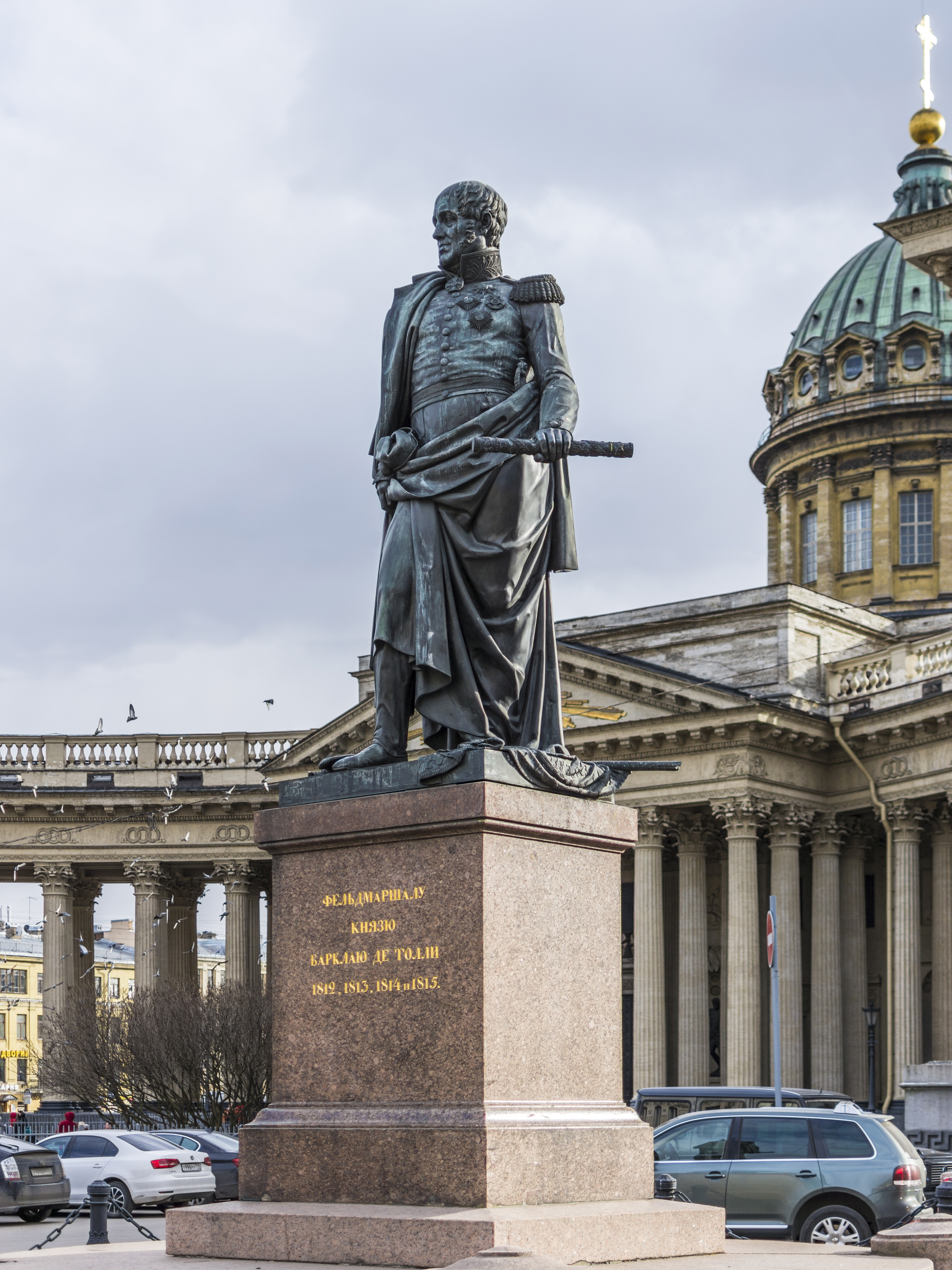
Estàtua de Barclay de Tolly davant de la Catedral de Kazan a Sant Petersburg, obra de Borís Orlovski

- Orde de Sant Andreu (7 de setembre del 1813)
- Orde de Sant Jordi - Barclay de Tolly va ser el segon dels quatre cavallers complets de Sant Jordi a la història de l'Orde. Això inclou el seu contemporani, Kutúzov;
  - Classe primera (19 d'agost de 1813, № 11) - "Per la derrota dels francesos en la Batalla de Kulm el 18 agost del1813";
  - Segon classe (21 d'octubre de 1812, № 44) - "Per la seva participació en la Batalla de Borodinó el 26 d'agost de 1812";
  - Tercera classe (8 de genièr de 1807, № 139) - "Com a gran recompensa per la seva valentia i coratge, demostrada en la batalla contra les tropes franceses el 14 de desembre a Pultusk, on va comandar l'avantguarda davant el flanc dret, amb una habilitat especial i prudència, va mantenir l'enemic en tot moment de la batalla i va capgirar Nadejda";
  - Quarta classe (16 de setembre de 1794, № 547) - "Pel valor excepcional, demostrat contra els insurgents polonesos en la captura de fortificacions i per les muntanyes Villeneuve.";
- Espasa d'Or al Valor amb diamants i llorers amb la inscripció "pel 20 gener de 1814" (1814);
- Orde de Sant Vladimir, primera classe (15 de setembre de 1811), segona classe (7 de març de 1807), quarta classe (12 de juliol de 1788);
- Orde de Sant Alexandre Nevski (9 de setembre 1809); diamants afegits (9 de maig de 1813);
- Orde de Santa Anna de primera classe (7 de març 1807);
- Creu d'Or per prendre Otxàkiv (7 desembre 1788);
- Creu "Per la victòria d'Eylau" (1807);
- Orde de l'Àguila Roja (Prússia, 1807);
- Orde de l'Àguila Negra (Prússia, 1813);
- Comandant de l'Orde Militar de Maria Teresa (Àustria, 1813);
- Orde de l'Espasa, primera classe (Suècia, 1814);
- Gran Creu de la Legió d'Honor, (França, 1815);
- Honorari Cavaller de la Gran Creu de l'Orde del Bany, (Regne Unit, 1815);
- Espasa amb diamants (Regne Unit, 1816);
- Orde Militar de Guillem, primera classe (Països Baixos, 1815);
- Orde Militar de Sant Enric, primera classe (Saxònia, 1815);
- Orde de Sant Lluís, primera classe (França, 1816).